# Eulimnadia francescae
Eulimnadia francescae är en kräftdjursart. Eulimnadia francescae ingår i släktet Eulimnadia och familjen Limnadiidae. Inga underarter finns listade i Catalogue of Life.